# Lindenerau
Die Lindenerau ist ein kleiner Wiesenbach von knapp 5 km Länge. Er entspringt in Schalkholz nördlich von Vierth und ist einer von drei Quellbächen der Broklandsau. Die beiden anderen sind Wierbek im Norderwohld und Osterau im Kreisforst an der B 203 in Welmbüttel. Die Lindenerau fließt südlich von Linden und östlich von Barkenholm mit der Osterau zusammen.